# Кувае
Кувае — підводна кальдера між островами Епі і Тонгоа у Вануату. Кальдера Кувае прорізає фланг вулкана Тавані-Руру на Епі та північно-західну частину Тонгоа.
Підводний вулкан Каруа, один з найактивніших вулканів Вануату, знаходиться поблизу північного краю кальдери Кувае.

## Історія активності вулкану
Острови Тонгоа та Епі колись були частиною більшого острова під назвою Кувае. Місцевий фольклор розповідає про катастрофічне виверження, яке розділило острів на два менших острова з овальною 12x6 км кальдери між ними (але історія розповідає про виверження на південь від Тонгоа). Колапс, пов'язаний з утворенням кальдери, міг досягати 1,1 км під час виверження. Відповідно радіовуглецевого датування місцевих відкладів виверження відбувалося у 13 столітті . Близько 32-39 км³ магми було вивержено, що зробило виверження Кувае одним із найбільших за останні 10 000 років.
Вважається, що виверження відбулося в 1450-х роках, коли відбулося ще принаймні два великих виверження, які точно не пов’язані з вулканом Кувае. Виявилося, що перше виверження, швидше за все, відбулося в північній півкулі, але поклади платини в осадових відкладеннях по всьому світу відповідають даті 1452/3. Дослідження складу вказують, що пізнє виверження у 1458 року навряд чи відбулося з Кувае.
У кернах льоду з Антарктики та Гренландії велике виверження або серія вивержень трасується як сплеск концентрації сульфату. Це вказує, що викиди у формі пірокластики та газів був вищим, ніж будь-яке інше виверження з тих часів. Крім того, аналіз кернів льоду вказав, що події почалися наприкінці 1452 або на початку 1453 року. Однак наступні дослідження з більшою роздільною здатністю приладів виявили, що подія 1452/1453 була окремою від великої події, яка трапилася до кінця 1458 року. Об’єм викинутої речовини більш ніж у шість разів переважає об'єми під час виверження гори 1991 року Пінатубо і спричинив би вулканічну зиму та серйозне похолодання по всій планеті протягом наступних трьох років. Зв’язок між підвищеними концентраціями сірки та кальдерою Кувае ставиться під сумнів у дослідженні 2007 року Károly Németh та ін. який не зміг ідентифікувати місцеві родовища тефри, закладені в 1450-х роках, і зробив припущення, що інша кальдера Тофуа є кандидатом на альтернативне джерело даних викидів.

### Остання активність
З моменту свого останнього історичного великого виверження кальдера Кувае мала кілька менших вивержень з оцінками від 0 до 3 за індексом вулканічної експлозивності (VEI). Останнє підтверджене виверження відбулося 4 лютого 1974 року ± 4 дні. Воно мало VEI 0 і було підводним виверженням, сформувавши новий острів.
У кальдері Кувае регулярно утворюються острови. Виверження 1897–1901 років утворило острів 1 км завдовжки і 15 м заввишки. Він зник протягом 6 місяців. Виверження 1948–1949 років утворило острів і побудувало конус 1,6 км в діаметрі і 100 м заввишки. Цей острів також проіснував менше року. Усі острови зникли від дії хвиль і руху дна кальдери. У 1959 році острів знову з'явився на короткий час і знову в 1971 році. Остання споруда залишалася островом до 1975 року  .
Діяльність зараз в Кувае обмежується періодичною фумарольною активністю, яка забарвлює воду в жовтий колір. Над вершиною вулкана бульбашки сірководню досягають поверхні.

### Подальше читання
- Witter, J B; Self, S (2007). The Kuwae (Vanuatu) eruption of AD 1452: potential magnitude and volatile release. Bulletin of Volcanology. 69 (3): 301—318. Bibcode:2007BVol...69..301W. doi:10.1007/s00445-006-0075-4.
- Research project—Geological Evidence and Oral History of Tsunamis in Vanuatu. UNSW Australian Tsunami Research Centre. Архів оригіналу за 19 лютого 2011.